# Kanton Nocé
Der Kanton Nocé war von 1790 bis 2015 ein französischer Wahlkreis im Arrondissement Mortagne-au-Perche, im Département Orne und in der Region Basse-Normandie; sein Hauptort war Nocé. Der Kanton war 160,08 km² groß und hatte (1999) 4.535 Einwohner, was einer Bevölkerungsdichte von 28 Einwohnern pro km² entsprach. Er lag im Mittel auf 154 Meter über dem Meeresspiegel, zwischen 107 m in Berd’huis und 261 m in Colonard-Corubert.

## Gemeinden
Der Kanton bestand aus zwölf Gemeinden:
| Gemeinde                 | Einwohner Jahr | Fläche km² | Bevölkerungsdichte | Code INSEE | Postleitzahl |
| ------------------------ | -------------- | ---------- | ------------------ | ---------- | ------------ |
| Berd’huis                | 1.073 (2013)   | –          | – Einw./km²        | 61043      | 61340        |
| Colonard-Corubert        | 265 (2013)     | –          | – Einw./km²        | 61112      | 61340        |
| Courcerault              | 163 (2013)     | –          | – Einw./km²        | 61128      | 61340        |
| Dancé                    | 365 (2013)     | –          | – Einw./km²        | 61144      | 61340        |
| Perche en Nocé           | 2.157 (2013)   | –          | – Einw./km²        | 61309      | 61340        |
| Préaux-du-Perche         | 543 (2013)     | –          | – Einw./km²        | 61337      | 61340        |
| Saint-Aubin-des-Grois    | 63 (2013)      | –          | – Einw./km²        | 61368      | 61340        |
| Saint-Cyr-la-Rosière     | 251 (2013)     | –          | – Einw./km²        | 61379      | 61340        |
| Saint-Jean-de-la-Forêt   | 171 (2013)     | –          | – Einw./km²        | 61409      | 61340        |
| Saint-Maurice-sur-Huisne | 71 (2013)      | –          | – Einw./km²        | 61430      | 61340        |
| Saint-Pierre-la-Bruyère  | 447 (2013)     | –          | – Einw./km²        | 61448      | 61340        |
| Verrières                | 412 (2013)     | –          | – Einw./km²        | 61501      | 61340        |

## Bevölkerungsentwicklung
| 1962 | 1968 | 1975 | 1982 | 1990 | 1999 | 2006 |
| ---- | ---- | ---- | ---- | ---- | ---- | ---- |
| 3663 | 4059 | 3596 | 3842 | 4303 | 4535 | 4571 |